# مارك أكرس
مارك أكرس (بالإنجليزية: Mark Acres)‏ هو مصمم لعب تقمص أدوار أمريكي، ولد في 1949.